# Belački ponos
Belački ponos ili belačka snaga je izraz najviše korišten od strane belih separatista, belih nacionalista, neonacista, belih suprematista odnosno njihovih pokreta, s ciljem da ukažu na rasističke ili rasnoističke poglede. Takođe je i slogan koji koristi Kju-kluks-klan grupa Stormfront.